# There Are Too Many of Us
«There Are Too Many of Us» —en español: «Hay demasiados de nosotros»— es el segundo sencillo del álbum de estudio de Blur de 2015, The Magic Whip.

## Trasfondo
La canción se inspiró en parte en la crisis de los rehenes en Australia, que se desarrolló en diciembre de 2014. Un pistolero solitario, Man Haron Monis, mantuvo cautivos a diez clientes y ocho empleados de un café de chocolate Lindt en Martin Place de Sydney. El asedio, que duró 17 horas, se saldó con la muerte de Monis y dos rehenes. Como recuerda Damon Albarn:

«Estuve allí el día que tuvieron una toma de rehenes en una tienda de chocolates, lo cual fue algo extraordinario de presenciar», continuó. «Estaba alojado en un hotel mientras podía literalmente ver lo que estaba pasando afuera y verlo en la televisión. Nunca había estado en esa posición antes, y como compositor era un punto de vista muy interesante para ver algo en la televisión y luego, por la ventana, está sucediendo. Ver la realidad de lo que estaba sucediendo y cómo se distorsionaba a través del prisma [de la cámara] fue algo fascinante».

## Video musical
El video musical se subió al canal de YouTube de Blur el 20 de marzo de 2015. Fue filmado por Blur durante los ensayos del mismo mes y editado por Matt Cronin.

## Personal
- Damon Albarn – voz, teclados
- Graham Coxon – guitarra
- Alex James – bajo
- Dave Rowntree – batería